# Miranda Hill
Miranda Hill (Wisbech 1836-1910) est une réformatrice sociale britannique.

## Biographie
Miranda Hill est la fille de James Hill (décédé en 1872), marchand de grains, banquier et disciple de Robert Owen, et de sa troisième épouse, Caroline Southwood Hill (1809-1902), enseignante et fille du Dr Thomas Southwood Smith, pionnier de la réforme sanitaire. La famille est élevée dans des conditions financières difficiles, après la faillite de leur père en 1840 (pour la deuxième fois), les obligeant à quitter leur domicile Bank House, South Brink, Wisbech. Pour gagner sa vie, Miranda devient gouvernante, puis enseignante, tout comme certaines de ses sœurs et demi-sœurs. Son demi-frère Arthur, ingénieur et marchand de charbon, est quatre fois maire de Reading.

## Kyrle Society
Elle fonde l'influente Kyrle Society en 1875/1876, du nom de John Kyrle (1637-1724) pour sa philanthropie créative. La Société, à travers ses quatre comités, fournit de l'art, de la musique, des livres et des espaces ouverts aux pauvres de la classe ouvrière, autour du slogan « Apportez la beauté aux pauvres ». Il s'agit dans un premier temps de décoration artistique d'hôpitaux, d'écoles, d'instituts littéraires et de clubs ouvriers. En 1876, sa sœur Octavia Hill devient trésorière. Il y a de nombreuses succursales à travers le pays, généralement formées à partir de 1877, et une succursale est soutenue par William Morris. La bryologue Frances Elizabeth Tripp est une donatrice et soutient la société Un autre soutien notable est l'architecte Arts and Crafts Mary Lovelace. Le Comité des espaces ouverts de la Société joue un rôle important dans la sauvegarde de nombreuses étendues de landes et de forêts à Londres, qui autrement auraient été construites, notamment en 1890 lors de l'ouverture de Vauxhall Park. De nombreux anciens cimetières deviennent des espaces verts publics qui constituent désormais des espaces de loisirs très prisés des Londoniens. Après 1885, un représentant de la Société siège au premier Conseil du National Trust.
Elle travaille en étroite collaboration, à partir de 1891, avec sa sœur Octavia Hill sur d'importants projets de réforme du logement en Angleterre.

## Publications
- Miranda Hill et Kate Greenaway, The Fairy Spinner and "Out of date or not?", London, Marcus Ward, 1875
- Miranda Hill, Cinderella, 1903
- Miranda Hill, Rumpelstiltzkin and Dummling, two plays, 1903
- Miranda Hill et Maggie Browne, The "Plays for Little Folks": Containing Cinderella, Rumpelstiltzkin, and ..., Cassell and Co., 1906